# Frederick Law Olmsted

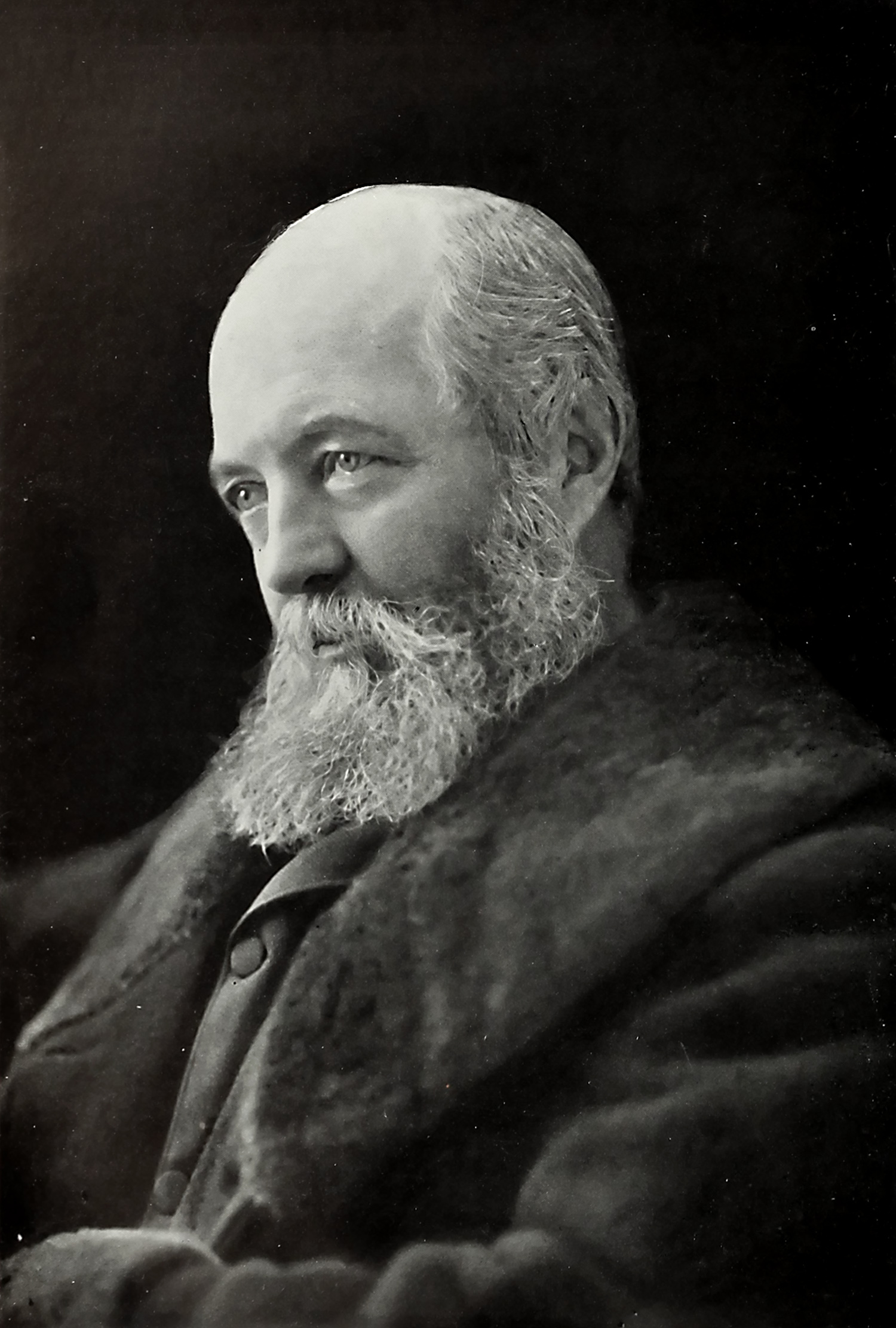
Frederick Law Olmsted

Frederick Law Olmsted (* 26. April 1822 in Hartford, Connecticut; † 28. August 1903 in Belmont, Massachusetts) war ein führender Landschaftsarchitekt nach dem amerikanischen Bürgerkrieg und wurde vor allem als Begründer der amerikanischen Landschaftsarchitektur anerkannt.

## Frühe Jahre
Der Sohn des wohlhabenden Kaufmanns John Olmsted besuchte bis 1838 die Phillips Academy, musste aber seine weiterführenden Studienpläne an der Yale University wegen einer durch Rhus vernix verursachten Vergiftung, die seine Sehkraft geschwächt hatte, aufgeben. Von August 1840 bis März 1842 war Olmsted Angestellter bei Bankard & Hutton in New York, die Waren aus Frankreich importierte. Den Rest des Jahres 1842 hörte er Vorlesungen in Yale. Am 23. April 1843 heuerte als Schiffsjunge auf der Bark „Ronaldson“ an und kehrte am 15. April 1844 zurück nach New York. Im Alter von 22 Jahren lernte er 1844 Landwirtschaft bei seinem Onkel in Cheshire, Connecticut. Den Sommer 1845 verbrachte er auf der Farm von Mr. Joseph Welton in Waterbury, im Winter hörte er Vorlesungen in New Haven. Im April 1846 ging er auf die Farm „Fairmont“ von George Geddes in der Nähe von Syracuse (New York), wo er seine landwirtschaftlichen Kenntnisse weiter vertiefte. 1847 kaufte ihm sein Vater eine Farm in Sachen’s Head, Guildford, Connecticut. Im Januar 1848 kaufte ihm sein Vater die Akerly Farm an der Südküste von Staten Island, die er bis 1854 bewirtschaftete. Er begann darüber hinaus mit dem Aufbau einer Baumschule.

## Berufsleben

### Reisen und Journalismus
Im April 1850 segelte er auf der „Henry Clay“ gemeinsam mit seinem Bruder John und dessen Studienkollegen Charles Brace nach Europa. Sie hielten sich jeweils zwei Wochen in Deutschland, Frankreich und Belgien, eine Woche in Irland, drei Wochen in Schottland und die verbliebene Zeit in England auf, wofür jeder 300 US-Dollar (dies entspricht einem heutigen Gegenwert von ca. 10.700 Dollar) ausgab. In England besichtigte er Joseph Paxtons Arbeiten. Nach ihrer Rückkehr wurde Olmsted Sekretär für die Richmond County Agricultural Society. 1851 besuchte er Andrew Jackson Downing in Newburgh und verfasste 1852 „Walks and Talks of an American Farmer in England“.
Im Dezember 1852 begab er sich auf eine Reise durch die Südstaaten und beschrieb für die New York Daily Times seine Eindrücke von den „Seaboard Slave States“, die 1856 auch als Buch erschienen. Im November 1853 reiste er mit seinem Bruder nach Mexiko und Kalifornien, um erneut als Korrespondent für die Times zu berichten. Dieser Reisebericht erschien 1857 als Buch unter dem Titel „A Journey to Texas“. Seinen Ritt von New Orleans nach Richmond, von dem er 1854 zurückkehrte, beschrieb er 1860 in seinem Buch A Journey in the back country.
Von 1855 bis 1856 gab er zusammen mit George Willam Curtis die Zeitschrift „Putnam Magazine“ heraus. Die Zeitschrift wurde jedoch zum Flop und hinterließ Curtis und Olmsted mit beträchtlichen Schulden. Im Februar 1856 reiste er mit seiner Schwester Mary nach Europa, hauptsächlich wegen des Verlagsgeschäfts. Er verbrachte viel Zeit in London, reiste aber auch nach Deutschland und Italien.

### Erste Erfolge als Landschaftsarchitekt
Am 11. September 1857 wurde Olmsted zum Superintendenten für die Planungskommission für den Central Park ernannt. Calvert Vaux schlug Olmsted eine gemeinsame Beteiligung an dem Wettbewerb vor. Am 28. April 1858 gewannen sie den 1. Preis mit ihrem sogenannten „Greensward“-Plan. Am 17. Mai wurde Olmsted zum Chefarchitekten für das Vorhaben ernannt, Vaux arbeitete als sein Berater. 1859 wurde durch Zukauf von Land bis an die 110. Straße das Areal für den Park erweitert. Im September segelte er nach Liverpool, um sich in England nach Ideen für den Central Park umzusehen. Im August 1860 wurde Olmsted aus einer Kutsche geworfen und brach sich dabei die Hüfte. Die Arbeit am Park führte er zunächst vom Krankenbett und später von einer Trage (Sänfte) aus weiter.
1861 wurde Olmsted von seinen Aufgaben im Central Park beurlaubt, so dass er als Verwaltungsleiter der United States Sanitary Commission, einer Vorgänger-Organisation des Roten Kreuzes, die für das Wohlergehen der Soldaten der Unionsarmee während des Bürgerkriegs verantwortlich war, arbeiten konnte. 1863 wurde ihm der Posten als Manager beim Gold-Bergbau-Unternehmen Mariposa Estate in der Sierra Nevada angeboten, woraufhin er die US Sanitary Commission verließ. Als das Bergbauprojekt scheiterte, kehrte er nach New York zurück. Als Mitglied einer Kommission forderte er bereits 1864 den Schutz des späteren Yosemite-Nationalparks sowie strenge Regulierungen für den Landschaftsschutz. Gleichwohl sollte die Öffentlichkeit Zugang zu den Schönheiten der Natur haben.
Während der nächsten sieben Jahre arbeiteten Olmsted und Vaux zusammen an einem Straßensystem für die Fort-Washington-Sektion von Manhattan und einigen Privatgrundstücken. Erst im Herbst 1865 gründeten sie die Firma Olmsted, Vaux & Co. Olmsted war auch an dem Architekturbüro von Vaux, Withers & Co. beteiligt. Beide Partnerschaften wurden 1872 aufgelöst.
In den nächsten Jahren hatte Olmsted sein Büro in New York, wo er mit dem aus England stammenden Architekten Thomas Wiesedell sowie anderen Ingenieuren zusammenarbeitete. Er vertraute auch dem Können des aus der Schweiz stammenden Landschaftsgärtners Jacob Weidenmann, mit dem er einige größere Aufträge – wie z. B. das Heim für Geisteskranke in Hartford, den Prospect Park in Brooklyn, das Gelände des US-Kapitols sowie das Schuylkill Arsenal – abwickelte. Bereits 1874 trat sein Stiefsohn in die Firma ein, und auch seine Frau half als Sekretärin. In dieser Zeit arbeiteten sie an den Projekten für das US-Kapitol, an den Parks auf Mount Royal in Montreal bzw. auf Belle Isle (Detroit), an den Back Bay Fens in Boston und am Schnellstraßen-Netz in der Bronx.
Obwohl Olmsted keine offizielle Ausbildung in der Gestaltung von Landschaften hatte, setzte er mit seiner Firma Maßstäbe für städtische Parks, in denen bis heute Millionen Menschen Erholung vom Alltagslärm finden. Er formte die Gärten von Zoos, Krankenhäusern, Universitätscampus, Bahnhöfen, Schnellstraßen und privaten Residenzen über das ganze Land. Gewöhnliche, sogar desolate Flächen wurden von ihm in üppige Wildnis verwandelt, eine Wiese mit einem Teich komplettiert sowie verschachtelte Wegen und Straßen angelegt. All dies wurde mit einer solchen Fertigkeit und einem Respekt vor der Natur erstellt, dass dem Betrachter oftmals die Metamorphose, die sich zugetragen hatte, oder die Idee, die hinter dem Design steckte, gar nicht bewusst war. Unter seinen vielen Projekten ragen heraus:
- Arnold-Arboretum
- Back Bay Fens
- Belle Isle (Detroit)
- Emerald Necklace in Boston
- Buffalo Olmsted Parks, Buffalo[7]
- Central Park, New York
- Druid Hill Park, Baltimore[8]
- Franklin Park, Boston
- Grounds of the US Capitol, Washington[9]
- Jamaica Pond, Boston
- Moraine Farm, Beverly
- Mount Royal, Montreal, Quebec
- Muddy River (Massachusetts)
- Niagara Falls State Park[10]
- Prospect Park, Brooklyn
- Riverside Park (Manhattan)
- Stanford University#Campus
- George Vanderbilt’s  Biltmore Estate
- The Colombian Exhibition in Chicago[11]

## Fairsted in Brookline
Sein Freund Henry Hobson Richardson, den er von der Staten Island Kommission kannte, überredete Olmsted 1883, nach Brookline in Massachusetts zu ziehen. Dieser fand auch 2 Morgen Land mit einem alten Bauernhaus und einer Scheune, die 1810 gebaut worden waren. Das Grundstück gehörte zwei älteren Schwestern, die es jedoch nicht verkaufen wollten. Aber Olmsted wurde nach einigen Verhandlungen mit ihnen handelseinig: er kaufte den Besitz für 13.200 $, heute etwa 368.500 Dollar und baute ihnen ein Haus am Ende des Geländes, wo sie mietfrei bis zu ihrem Tod leben konnten. Noch im selben Jahr errichtete er sein eigenes Haus „Fairsted“, das heute als Frederick Law Olmsted National Historic Site im National Register of Historic Places eingetragen und als Museum der Öffentlichkeit zugänglich ist.
Nahezu 200 verschiedene Arten von Bäumen, Büschen und Bodendeckern wurden auf Fairsted gepflanzt, um in Stil und Landschaft unterschiedliche Gebiete zu schaffen. Ein Journalist aus Chicago schrieb 1886: „In keinem Teil der Landschaft wird Pracht entfaltet. Jeder schattige Weg und felsige Winkel zeigt den Überblick der eigenen einfachen Wege der Natur. Es ist ein bißchen die Pracht der Natur und der menschlichen Hand, die Verschönerung versucht, jedoch können Gewächshauspflanzen, Marmorfiguren und Bronze-Fontänen sie nicht verbessern.“
Dichte Bepflanzung mit Bäumen und eine unregelmäßige „Welle“ von Gebüsch begrenzen den Rasen von Fairsted, der Privatsphäre verleihen soll, indem er im Inneren Geheimnis und Tiefe widerspiegelt. Geräumigkeit war ein anderes von Olmsteds Gestaltungsmerkmalen, dass er durch unterschiedliche Schattierungen von Grüntönen und dem Spiel von Licht und Farbe erzielte. In Fairsted war eine einzige Ulme auf eine Wiese gepflanzt, die zu Olmsteds Signatur wurde. „Allmählich und leise überkommt uns der Charme, wir wissen nicht genau wo oder wie“ sagte er einmal.
Zwischen 1857 und 1895 entwarfen Olmsted und seine Mitarbeiter bzw. seine Schüler die Außenanlagen von 355 Schulen und Colleges.

## Das Unternehmen

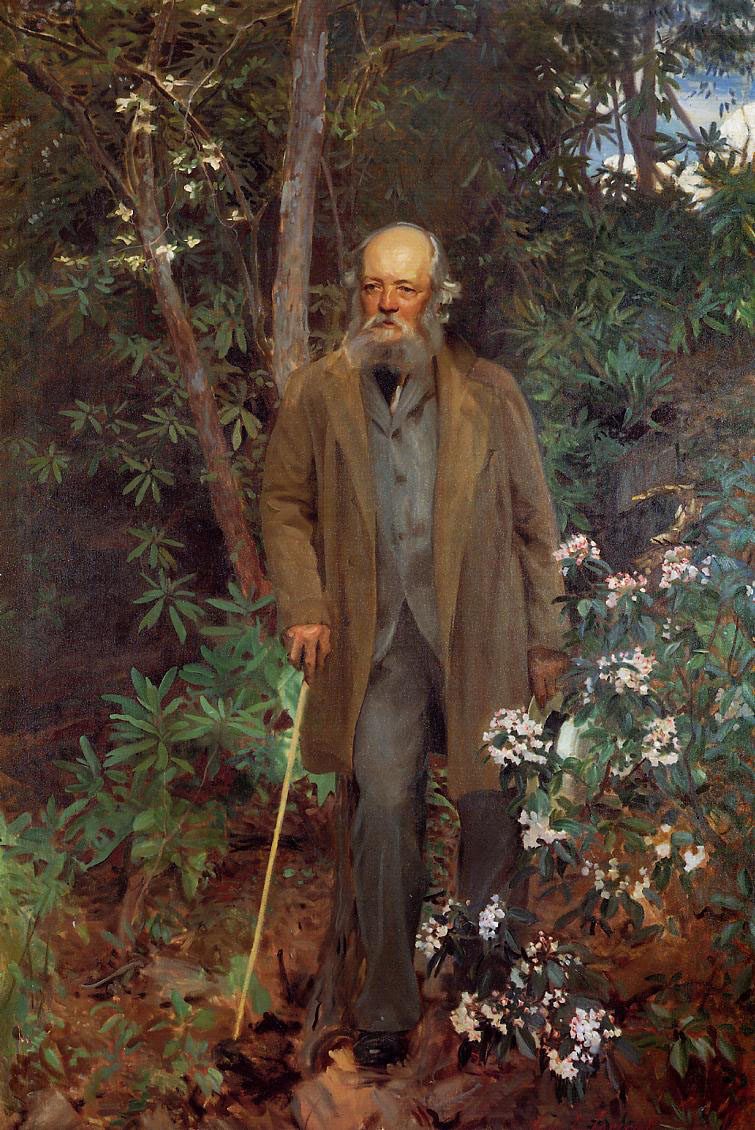
Frederick Law Olmsted
(Gemälde von John Singer Sargent, 1895)

1889 wurde mit Henry Sargent Codman ein weiterer Schüler von Olmsted als Partner in die Firma aufgenommen, der jedoch bereits 1893 mit 29 Jahren verstarb. Nicht viel besser erging es Olmsted mit Charles Eliot, der die Firma Olmsted & Eliot mitbegründete, aber bereits 1897 im Alter von 37 Jahren an Meningitis verstarb. Durch diese beiden vielversprechenden Nachfolger hatte sich Olmsted stark die Fortführung seines Gestaltungskonzepts erhofft. Das neue Unternehmen, das kurzzeitig nach dem Tod von Eliot bestand, firmierte unter F. L. & J. C. Olmsted, aber sein Sohn John Charles hatte bereits den Vater ersetzt. Ein Jahr später, also 1898, gründeten die Söhne John Charles und Frederick die Partnerschaft neu als Olmsted Brothers. Dieser Name blieb bis 1961 erhalten. Mit dem Tod seines Bruders Charles im Jahr 1920 wurde Frederick Olmsted Jr. Senior-Partner in der Firma, die damals weltweit das größte Büro für Landschaftsarchitektur unterhielt.
Frederick nahm James Frederick Dawson, Percival Gallagher, Edward Clark Whiting, Henry Vincent Hubbard, William Bell Marquis und Leon Henry Zach nacheinander als Teilhaber (associate) auf.

## Familie
Am 13. Juni 1859 heiratete Olmsted die Witwe seines Bruders John Hull Olmsted und nahm ihre Kinder John Charles, Charlotte und Owen auf. In dieser Ehe wurde am 14. Juni 1860 ein weiterer Sohn mit dem Namen John Theodore geboren, der jedoch im Kindesalter verstarb. Am 28. Oktober 1861 wurde die Tochter Marion und am 24. Juli 1870 der Sohn Frederick Law Olmsted, Jr. geboren.
Zunehmende Demenz zwang die Söhne zur Einweisung ihres Vaters in das McLean Hospital in Belmont (Massachusetts). Ironischerweise hatte Olmsted hier die Außenanlagen gestaltet. Frederick Law Olmsted starb am 28. August 1903 ebenda und ist in Hartford (Connecticut) begraben.

## Hinterlassenschaft
Am 12. Oktober 1979 wurde vom Kongress der Vereinigten Staaten ein Gesetz verabschiedet, das die Einrichtung der Frederick Law Olmstead National Historic Site vorsah. Dieses Gesetz erlaubte den Ankauf des Olmsted Hauses und Büros. Ein in Vollzeit beschäftigter Superintendent ist jetzt verantwortlich für die Olmsted-Anwesen in South Brookline, Longfellow in Cambridge und Kennedy in Brookline.
Ganz in der Nähe liegt das Brookline Reservoir, das 1848 gebaut wurde, um Boston mit Trinkwasser zu versorgen. Heute ist es ein Park. Das Torhaus verfügt über das älteste noch erhaltene Eisendach auf einem Gebäude der Vereinigten Staaten.
1902 entschied die Stadt Boston, das Reservoir und das umgebende Land zu verkaufen. Die Anlieger erfuhren von den Gerüchten über die unerwünschte Entwicklung und steuerten mehr als $50.000 zum Kaufpreis von $150.000 bei.

## Schriften
- Walks and talks of an American farmer in England. Vol. 1. G.P. Putnam & Company, New York 1852; Textarchiv – Internet Archive
- Walks and talks of an American farmer in England in the years 1850–1851. Vol. 2; Textarchiv – Internet Archive
- Walks and Talks of an American Farmer in England. New Edition revised, with additions by the author. Jos. H. Riley and Company, Columbus OH 1859; Textarchiv – Internet Archive
- A Journey through Texas, or a Winter of Saddle and Camp Life on the Border Country of the United States and Mexico New York & London 1857
- Bücher und Veröffentlichungen von Frederick Law Olmsted im Internet Archive